# Mr Fantastique
Pour les articles homonymes, voir Red Richards (homonymie).
Red Richards (« Reed Richards » en VO), alias Mr Fantastique (ou Monsieur Fantastique ; « Mister Fantastic » en VO), est un super-héros évoluant dans l'univers Marvel de la maison d'édition Marvel Comics. Créé par le scénariste Stan Lee et le dessinateur Jack Kirby, le personnage de fiction apparaît pour la première fois dans le comic book Fantastic Four (vol. 1) #1 en novembre 1961.
Red Richards est l'un des membres fondateurs de l'équipe des Quatre Fantastiques et le mari de Jane Storm, alias la Femme invisible.

## Biographie du personnage

### Origines
Red Richards naît à Central City, en Californie. Il est le fils unique du riche physicien Nathaniel Richards et de sa femme Evelyn. Dès son jeune âge, Red est un enfant prodige qui montre des aptitudes particulièrement élevées en mathématiques, physique et en mécanique. Evelyn meurt quand Red est âgé de sept ans.
Son père Nathaniel l'encourage et le guide dans ses études scientifiques. Red entre à l'université à quatorze ans, à CalTech (« California Institute of Technology »). Il fréquente également l'université Harvard et le Massachusetts Institute of Technology (MIT). Il étudie aussi à l'université (fictionnelle) de l'Empire State University (ESU) où il fait la connaissance de son ami Benjamin « Ben » Grim, un étudiant par ailleurs joueur universitaire de football américain. Red avait déjà commencé à concevoir un vaisseau spatial capable de voyager dans l'hyperespace. Partageant ses plans avec son nouveau colocataire, Grimm se porte volontaire en plaisantant pour piloter l'engin.
De plus, alors qu'il étudie à l'ESU, Red fait la rencontre d'un brillant camarade de classe d'origine étrangère, venu de Latvérie, Victor von Fatalis (« Victor Von Doom » en VO) qui devient son colocataire. Avec Richards, Fatalis rencontre pour la première fois une personne qui l'égale intellectuellement ; considérant Richards comme son rival ultime, Fatalis devient de plus en plus jaloux de celui-ci. Déterminé à prouver qu'il est le meilleur, Fatalis mène des expériences imprudentes (au sujet notamment de sa défunte mère, avec laquelle il tente de communiquer par delà la mort) et construit une machine qui explosera finalement, défigurant son visage et qui le conduira à devenir plus tard le super-vilain nommé le Docteur Fatalis (« Doctor Doom » en VO).
Pendant les mois d'été, Red loue une chambre dans une pension appartenant à Marygay Jewel Dinkins, la tante d'une jeune femme nommée Jane Storm (Susan « Sue » Storm en VO), qui était alors étudiante de premier cycle. Red tombe amoureux de Jane instantanément et commence à la courtiser. En fin de compte, Red est trop distrait de son travail sur sa thèse en raison de sa romance avec Jane, et décide que la meilleure chose pour eux deux est de quitter la maison de Marygay.
Red part ensuite étudier à l'étranger à l'université de Vienne en Autriche. C'est là qu'il rencontre sa collègue « super-génie » Alyssa Moy.
Passant à Harvard, Red obtient un doctorat en physique et en génie électrique tout en travaillant comme scientifique militaire, tout cela à l'âge de 22 ans. Il travaille également dans les communications pour l'Armée américaine.

### Parcours
Trois ans plus tard, au milieu de sa vingtaine, Red Richards utilise son héritage ainsi que l'aide financière du gouvernement pour développer ses recherches. Alors ingénieur pour le gouvernement, Red est déterminé à aller sur Mars et au-delà. Il base son projet à Central City en Californie. Jane Storm emménage dans la région et, en peu de temps, se retrouve fiancée à Red. L'ancien colocataire de Red à l'université, Ben Grimm, maintenant pilote d'essai et astronaute confirmé, doit piloter l'engin conçu par Red, que Richards a baptisé « Marvel-1 ».
Peu de temps avant le décollage du vaisseau spatial, Richards utilise ses connaissances scientifiques pour vaincre l'extraterrestre Gormuu, qui avait l'intention de conquérir la Terre. La rencontre entre Richards et Gormuu renforce la détermination de Red à terminer son vaisseau spatial, qu'il considère comme un premier pas de l'humanité pour se défendre contre les menaces extraterrestres.
Lorsque le gouvernement fédéral des États-Unis menace de retirer son financement à son projet de vaisseau spatial, Red décide de faire décoller Marvel-1 au cours d'un vol d'essai non officiel, avant que le financement ne soit retiré. Mais Ben Grimm s'oppose à cette idée, avertissant Red que le blindage du vaisseau pourrait s'avérer une protection insuffisante contre les intenses tempêtes de rayonnement solaire. Néanmoins, Red parvient à persuader son ami de piloter la fusée, tandis que sa petite amie Jane, accompagnée de son frère adolescent Johnny Storm, insistent pour aller avec eux en tant que passagers.
Les quatre amis parviennent à s’introduire dans l'installation de lancement de la fusée, entrent dans le vaisseau et décollent. Avec ce vol, Red a pour intention de voyager à travers l'hyperespace vers un autre système solaire et de revenir, afin de convaincre le gouvernement de reconsidérer sa décision. Cependant, lorsque le vaisseau traverse une tempête de rayons cosmiques, il y rencontre un niveau d'intensité inattendu. Étant donné que le vaisseau n'a été conçu que pour être protégé contre des niveaux de rayonnement ordinaires, le volume de la cabine est alors soumis à un intense bombardement de rayons cosmiques, ce qui irradie profondément les quatre passagers et cause des ravages sur les commandes du vaisseau. Grimm est contraint d'interrompre le vol et de retourner sur Terre.
Une fois de retour sur Terre, les quatre passagers découvrent que le rayonnement cosmique a déclenché chez eux des changements mutagènes importants dans leur corps : Red s'aperçoit que son corps est devenu malléable comme un élastique et qu'il peut l’étirer à volonté, tout comme ses amis qui voient leurs physiologies elles-aussi complètement transformées. Il convainc alors ceux-ci d'utiliser leurs nouveaux pouvoirs pour le bien de l'humanité, en tant que membres d'une équipe qu'il nomme les Quatre Fantastiques (« Fantastic Four » en VO).
Richards, devenu le chef de l'équipe, se donne pour nom de code Mr Fantastique (« Mister Fantastic » en VO), tandis que Ben Grimm, Jane (Susan) et Johnny Storm deviennent respectivement la Chose (« Thing »), l'Invisible (« Invisible Girl » en VO) — plus tard, la Femme invisible (« Invisible Woman ») — et la Torche humaine (« Human Torch »). Ils forment alors le premier groupe de super-héros de l’époque moderne.
Les membres de l'équipe emménagent ensuite au Baxter Building à New York, et vivent de nombreuses aventures contre divers ennemis, extraterrestres notablement, mais également contre le rival de Red, le Docteur Fatalis qui tente à plusieurs reprises de les anéantir. Grâce aux revenus tirés de ses inventions et des redevances de ses brevets, Richards finance les activités de l'équipe sans problème.
Au cours de leurs aventures, les Quatre Fantastiques seront à l'origine de plusieurs découvertes de lieux, peuples et civilisations étrangères (passées, présentes ou futures) importantes de l'univers Marvel. On peut citer, entre autres : la Zone négative, la cité d'Attilan ou d'Atlantis, les races Skrull, Kree et les Inhumains.
Au demeurant, bien que restant le cerveau du groupe des Quatre Fantastiques, Mr Fantastique n'est plus son leader.
Cherchant à retrouver une vie de famille plus normale, Red et Jane se retirent de l'équipe des Quatre Fantastiques pour se concentrer sur l’éducation de leur jeune enfant Franklin, laissant Ben responsable du groupe. Pour les remplacer, Ben recrute son amie Miss Marvel (Sharon Ventura) et Crystal (qui avait déjà servi de substitut pendant et après la première grossesse de Jane) ; cependant, la retraite de Red et Jane est de courte durée. Après s’être associés à plusieurs Vengeurs pour sauver un Franklin capturé lors d’une invasion démoniaque, Red et Jane acceptent à contrecœur de rejoindre les Vengeurs, qui à l’époque étaient gravement à court de main-d’œuvre. Mais Red étant trop habitué à diriger par lui-même, il a des difficultés à seconder Captain America pendant une longue durée. Red et Jane décident finalement de quitter les Vengeurs après seulement quelques missions avec l’équipe et retournent chez les Quatre Fantastiques.
Alors que Red et Fatalis ont apparemment été tués à la suite de leur conflit avec l'extra-terrestre Hunger, il s'avère qu'ils ont été exilés dans une dimension alternative sans ressources technologiques par Hyperstorm (un descendant du fils de Red, Franklin). Jane assure l'intérim des Quatre Fantastiques durant la disparition de Red, avec l'arrivée dans le groupe du second Homme-fourmi, Scott Lang.
Le retour d'un Richards complexé quant à ses capacités de leader marque un tournant dans l'histoire des Quatre Fantastiques. La crainte de Red de ne pouvoir protéger sa famille de ses ennemis s'avère fondée lorsque le Docteur Fatalis kidnappe son fils et l'expédie aux Enfers. Aux reproches de son épouse concernant son incapacité, il prend la décision de diriger la Latvérie, ce qui conduit le SHIELD et l'ONU à intervenir.
Les suites de ce cycle (mort apparente de la Chose, ainsi que la saisie des biens et avoirs de Fantastic Four Inc. par le gouvernement) sont considérables. En effet, on voit un Red Richards de moins en moins assuré, commettant erreurs de jugement sur erreurs de jugement. Il est sauvé in extremis par sa famille de situations de plus en plus périlleuses et s'isole, tandis qu'on sent chez lui une tendance à se placer au-delà du bien et du mal, voire au-delà de l'humain.

### Civil War
Durant le crossover Civil War, le rôle de Red Richards, éminemment trouble, laisse planer un doute quant au maintien de l'équipe sous sa forme actuelle. Il est en effet favorable à la loi de recensement des individus surhumains (« Superhuman Registration Act (en)), contrairement à ses positions des années 1980 et à l'opposé des autres membres de l'équipe.
Il est aussi responsable de la mort de Bill Foster via le clonage de Thor (un androïde élaboré par Red), et bénéficiaire de contrats militaires de plusieurs milliards de dollars pour la construction d'un pénitencier dans la Zone négative (cela, sans en informer sa famille), et expliquant clairement  son adhésion à ce crypto-fascisme par sa résignation et son insensibilité.

## Famille
Source : marvel-world.com
- Jane Storm (Susan « Sue » Storm en VO), Jane Richards-Storm après son mariage (la Femme invisible, épouse)
- Nathaniel Richards (père)
- Evelyn Richards (mère, décédée)
- Franklin Richards (fils)
- Valeria « Val » Richards (fille)
- Johnny Storm (la Torche humaine, beau-frère)
- Cassandra (le Seigneur de la Guerre, seconde épouse de son père)
- John Richards (grand-père, décédé)
- Ted Richards (oncle, décédé)
- un demi-frère non identifié
- Tara Richards (Huntara, demi-sœur)
- Kristoff Vernardt (le « Docteur Fatalis », prétendu demi-frère)
- Nathaniel Richards (Kang / Immortus, descendant de son père)

## Pouvoirs, capacités et équipement

### Pouvoirs

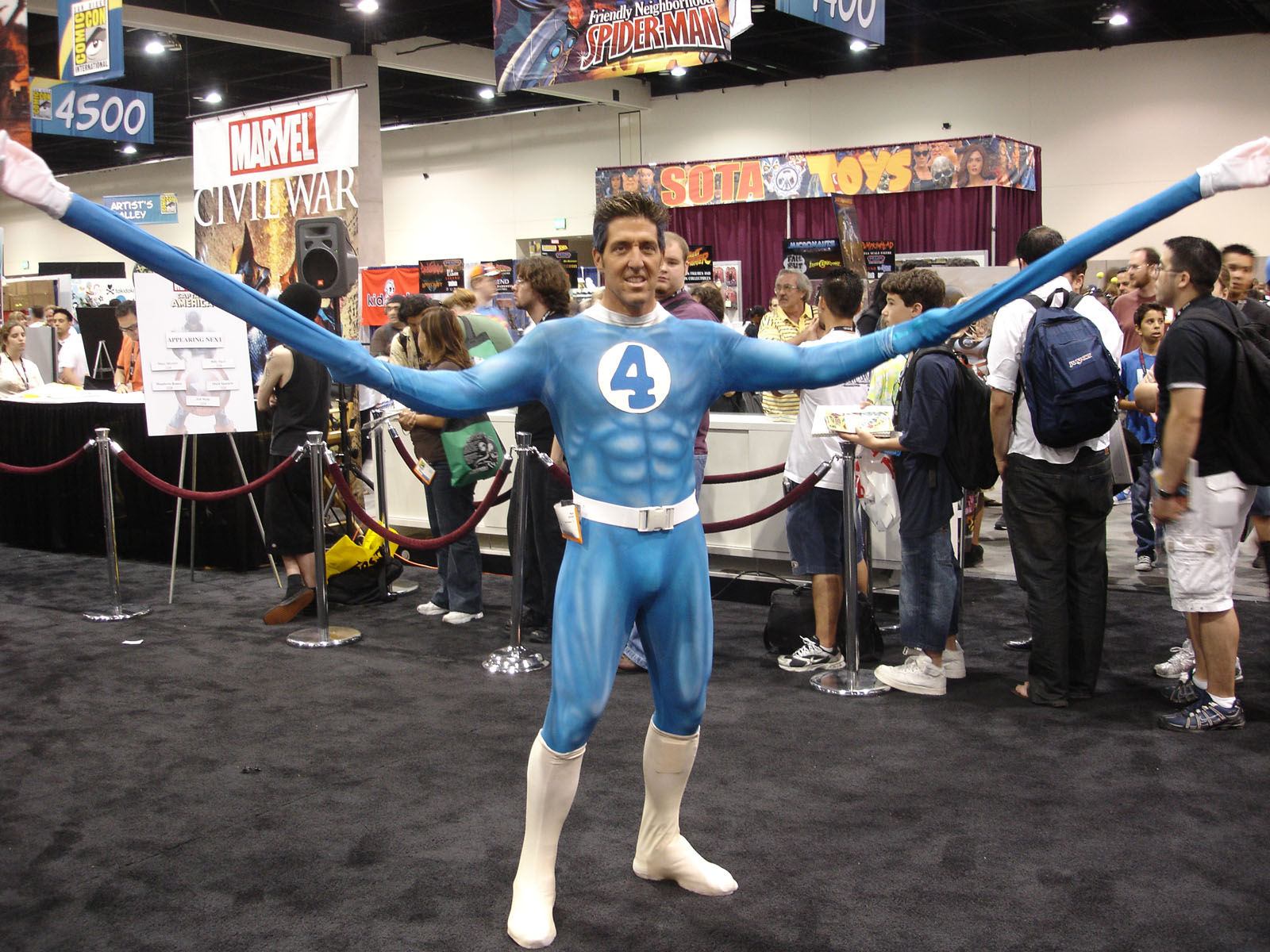
Cosplay de Mr Fantastique simulant son pouvoir d’étirement.

Depuis qu'il a été irradié par des rayons cosmiques, Red Richards a le pouvoir de rendre son corps totalement malléable. Il peut l'étirer, le déformer, l'étendre, ou bien le comprimer comme il le souhaite. Il peut aussi s'enrouler autour de ses adversaires et les immobiliser, ou agrandir ses poings pour les frapper avec plus de force. Il peut aussi aplatir son corps pour, par exemple, le faire passer sous une porte ou bien former une sphère en se contorsionnant.
En se servant de son pouvoir d'élasticité, sa peau lui permet d'absorber l'impact de balles qu'il peut ensuite renvoyer à l'expéditeur — avec cependant une force moindre —, mettant ainsi son adversaire hors de combat sans le tuer. Il peut même contenir certaines explosions, si elles ne sont pas trop puissantes.

### Capacités
Red Richards est un brillant scientifique. Il a notamment obtenu un doctorat en mathématiques, en physique et en ingénierie. C'est par ailleurs un combattant au corps à corps accompli (notamment en judo, où il est un expert) en raison de ses années d'expérience au combat avec les Quatre Fantastiques. C'est également un chef-né, un stratège et un tacticien très doué. La plupart du temps, il sait garder son sang-froid et n'est pas du genre à s'énerver facilement.
Bien qu'il possède un pouvoir d'étirement puissant, la force de Red Richards vient plus de la puissance de son esprit que de ses capacités physiques. En effet, il a un jour dit à Spider-Man qu'il considère son pouvoir d'étirement comme pouvant être sacrifiable par rapport à son intelligence,.
Sa personnalité, méthodique et raisonnée, le fait parfois apparaître froid et distant aux yeux de ses coéquipiers, notamment son meilleur ami Ben Grimm. Dès qu’il tente de résoudre un défi scientifique, son attention est tellement accaparée que Red peut parfois négliger sa propre famille, ce qui a provoqué à plusieurs reprises des problèmes entre lui et son épouse Jane et, quelquefois, a même mis sa famille en danger.
Pendant virtuellement presque toute l'histoire de sa publication, Red Richards a été dépeint comme l'un des personnages les plus intelligents de l'univers Marvel, un théoricien visionnaire et un inventeur inspiré qui a fait des percées technologiques dans divers domaines aussi variés que le voyage dans l'espace, le temps ou les mondes extra-dimensionnels, mais aussi en biochimie, robotique, ingénierie, chimie, communications, mutations, transport, holographie, production d'énergie ou analyse spectrale entre autres,.
Cependant, Richards n'a jamais eu peur d'admettre que d'autres ont une plus grande expertise que lui dans certains domaines, comme lorsqu’il a reconnu que le Docteur Octopus possède une plus grande connaissance que lui de la radiation, que Hank Pym est un biochimiste supérieur ou que Peter Parker (Spider-Man) peut penser à un problème du point de vue de la biologie où Red serait incapable de le faire, puisque son domaine d'expertise est la physique.
Ses brevets d'inventeurs sont si lucratifs qu'il est en mesure de financer l'activité des Quatre Fantastiques sans aucune contrainte financière excessive.
Ses capacités intellectuelles ont souvent été contestées par son éternel rival en la matière, le savant (fou) et super-vilain le Docteur Fatalis, notamment lors de l'épisode Fantastiques contre X-Men, où Fatalis avait ourdit une machination en vue de faire perdre à Red la confiance dans ses capacités,.
Certaines histoires des Quatre Fantastiques ont laissé entendre que l'intelligence de Red a peut-être été stimulée par ses pouvoirs : ainsi, alors qu'un jour il visitait un univers alternatif, son autre moi de cet univers, n'ayant jamais été exposé aux rayons cosmiques comme lui, était notamment moins intelligent bien que des versions de Red, aussi ou même plus intelligentes que lui, ont également été représentées, en particulier dans l'histoire Council of Reeds.
De façon anecdotique, Tony Stark (Iron Man) a un jour fait remarquer que la capacité de Red à rendre son cerveau physiquement plus grand (par l'intermédiaire de ses pouvoirs élastiques) lui donne un avantage, même si cela semble être plus une plaisanterie de Stark qu'autre chose. Cela dit, les scènes du même numéro montrent Red « gonfler » son crâne comme il calcule la puissance de sortie de la batterie de l'implant cardiaque, et du rayon répulseur de l'armure de Tony.

### Équipement et technologie

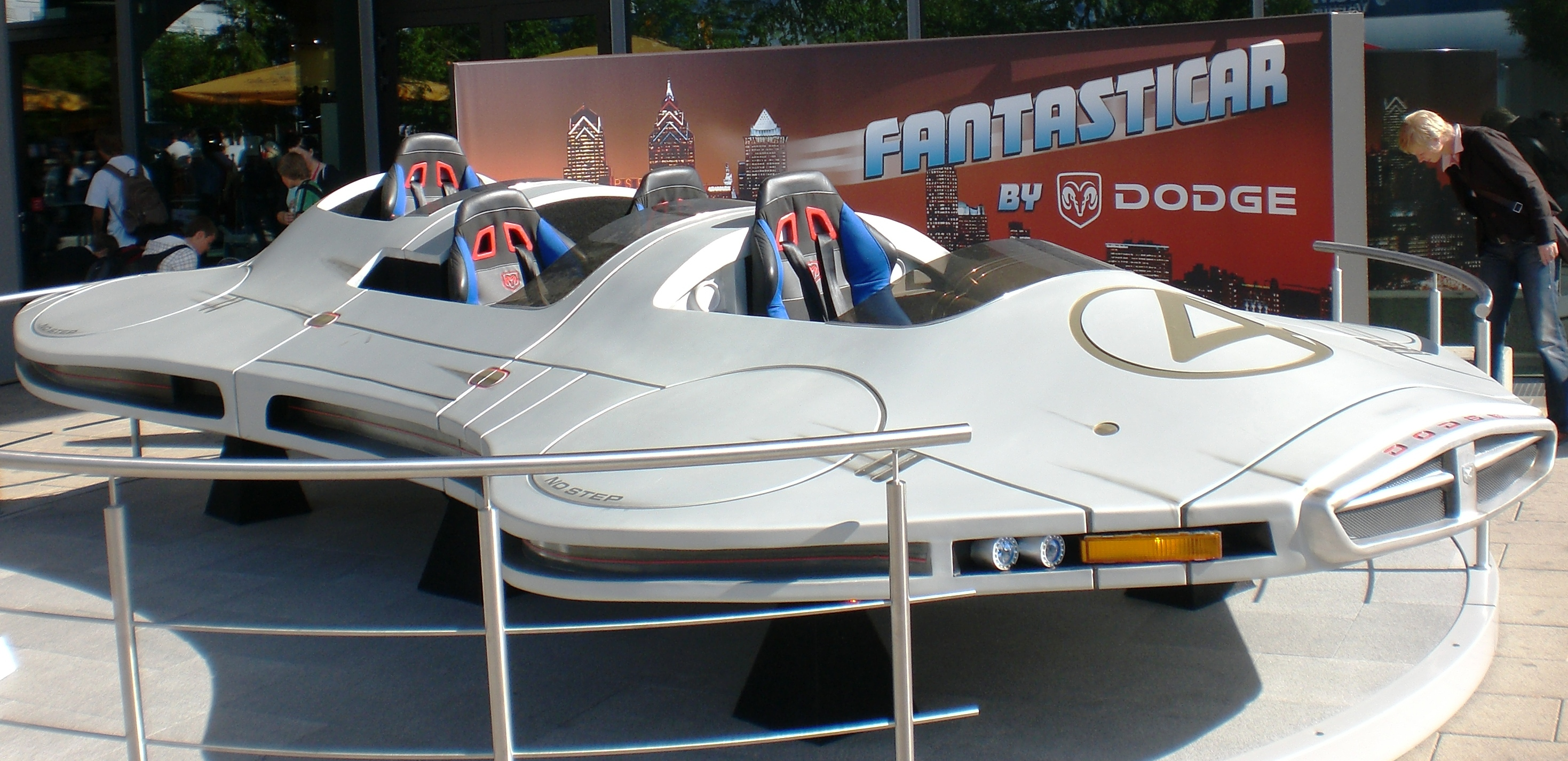
Le Fantasticar de Dodge dans le film Les Quatre Fantastiques et le Surfer d'argent (2007).

Bien que les Quatre Fantastiques aient de nombreux dispositifs, engins et armes, il y a certains éléments que Red Richards transporte avec lui à tout moment.
- Fantasticar (« Fantastiflare » en version originale) : véhicule volant, qui peut lancer un ardent « 4 » lumineux dans le ciel ; ce signal est utilisé dans les situations de combat pour permettre aux autres membres du groupe de connaître sa localisation.
- Costume en molécules instables : comme tous les costumes des Quatre Fantastiques et le reste de la garde-robe de Red, son costume est fait de « molécules instables ». Cela signifie que le costume s'accorde avec ses pouvoirs (s'étendant avec la même intensité que le corps de Red), ce qui explique aussi pourquoi le costume de Johnny Storm ne brûle pas quand il s'enflamme ou que le costume de Jane Storm devient invisible quand elle utilise son pouvoir.

## Apparitions dans d'autres médias
Sauf indication contraire, les informations mentionnées dans cette section peuvent être confirmées par la base de données cinématographiques IMDb,  présente dans la section « Liens externes ».

### Films
Interprété par Alex Hyde-White
- 1994 : Les Quatre Fantastiques réalisé par Oley Sassone[18]

| |  |                                                                                    |
| Ioan Gruffudd incarne Mr. Fantastique dans les films Les Quatre Fantastiques de 2005 et Les Quatre Fantastiques et le Surfer d'argent de 2007. |  | Miles Teller incarne Mr. Fantastique dans le film Les Quatre Fantastiques de 2015. |

Interprété par Ioan Gruffudd
- 2005 : Les 4 Fantastiques réalisé par Tim Story
- 2007 : Les 4 Fantastiques et le Surfer d'argent réalisé par Tim Story

Interprété par Miles Teller
- 2015 : Les 4 Fantastiques réalisé par Josh Trank[19]

#### Dans l'univers cinématographique Marvel
Interprété par John Krasinski
- 2022 : Doctor Strange in the Multiverse of Madness réalisé par Sam Raimi

Sur la Terre-838, Reed Richards est le leader des Illuminati, une alliance de héros qui protègent leur réalité des incursions et craignent les variants de Stephen Strange. Reed et les autres Illuminati, à l'exception du Baron Mordo, sont tous tués par la Sorcière Rouge.
Interprété par Pedro Pascal
- 2025 : The Fantastic Four: First Steps réalisé par Matt Shakman

### Télévision
- 1967-1968 : Les Quatre Fantastiques (série d'animation)
- 1994-1996 : Les Quatre Fantastiques (série d'animation)
- 2006-2007 : Les Quatre Fantastiques (série d'animation)
- 2010-2012 : Avengers : L'Équipe des super-héros (série d'animation)
- 2013-2015 : Hulk et les Agents du S.M.A.S.H. (série d'animation)

## Dans la culture populaire
Dans le roman La vie sexuelle des super-héros (it) de Marco Mancassola, l'auteur décrit un Red Richards vieillissant et dépressif, qui tombe amoureux de l'une de ses jeunes étudiantes.